# Distretto di Khaniqa
Il distretto di Khaniqa è un distretto dell'Afghanistan appartenente alla provincia dello Jowzjan. Viene stimata una popolazione di 11 953 abitanti (stima 2016-17).